# حق استثمار
حق استثمار اصطلاحی است در حقوق اسلامی که به موجب آن مالک این حق و توانایی را دارد که از منافع ملک خود بهره‌مند شود.